# 東曲里町
東曲里町（ひがしまがりまち）は福岡県北九州市八幡西区の町。住居表示実施済み。郵便番号は806-0035。

## 地理
八幡西区の北部東側に位置し、北に菅原町、東に岸の浦、南に幸神、西に西曲里町と接する。

## 地域の特徴
南に向かって緩やかに上り勾配となっている。西縁に沿って国道200号が南北に、北縁に沿って山手通りが東西に走る。北端付近を除いて東縁に沿って長崎街道が走る。中央部の南寄りにホテルクラウンパレス北九州があり、北部にはDCM 黒崎店、ハローデイ 黒崎店などがある。

## 歴史
昭和11年から三菱化成（現三菱ケミカル）の社宅が建設され、かつては住宅街であった。しかしながら昭和40年代後半から持家制度化が進んだため社宅は漸次取り壊され、1987年（昭和62年）から三菱化成と西武グループによる再開発が行われた。東曲里町には北九州プリンスホテルが建設され、西曲里町にまたがって建設された曲里スポーツゾーンのうち、屋内・屋外プール，アリーナ（冬期はアイススケートリンクとして使用），イベント広場，レストランなどがあった。その後北九州プリンスホテルの撤退もあり、イオン，ハローデイ，ダイキ（現DCM）による商業地域への転換が行われ、2010年4月にホームセンターダイキ 黒崎店，デオデオ 八幡黒崎店が、2010年10月にハローデイ 黒崎店が開店した。

### 地名の由来
大字熊手の字、曲里に由来する。黒崎宿の西の構口を出た旧街道が、この辺りで左へ曲がっているので、「まがり」と呼んだという。

### 沿革
- 1959年（昭和34年） - 大字熊手の一部より曲里町新設[4]。
- 1963年（昭和38年）2月1日 - 八幡市、戸畑市、小倉市、若松市、門司市の5市が合併し、北九州市が発足。八幡市曲里町は北九州市八幡区曲里町となる。
- 1963年（昭和38年）4月1日 - 北九州市が政令指定都市に指定され、八幡区、戸畑区、小倉区、若松区、門司区の5区を設置。北九州市八幡区曲里町は北九州市八幡区曲里町となる。
- 1967年（昭和42年）6月1日 - 東曲里町新設。曲里町は消滅[6]。
- 1974年（昭和49年）4月1日 - 八幡区が八幡西区と八幡東区に分かれ、八幡区東曲里町は八幡西区東曲里町となる[7]。

### 町名の変遷
| 実施内容          | 実施年月日               | 実施後   | 実施前       |
| ----------------- | ------------------------ | -------- | ------------ |
| 町名新設 住居表示 | 1967年（昭和42年）6月1日 | 東曲里町 | 曲里町の一部 |

## 世帯数と人口
2025年（令和7年）3月31日現在（北九州市発表）の世帯数と人口は以下の通りである。
| 町       | 世帯数 | 人口  |
| -------- | ------ | ----- |
| 東曲里町 | 57世帯 | 122人 |

### 人口の変遷
国勢調査による人口の推移。
| 1995年（平成7年）  | 42人  | [ 9 ]  |  |
| 2000年（平成12年） | 41人  | [ 10 ] |  |
| 2005年（平成17年） | 26人  | [ 11 ] |  |
| 2010年（平成22年） | 15人  | [ 12 ] |  |
| 2015年（平成27年） | 136人 | [ 13 ] |  |
| 2020年（令和2年）  | 120人 | [ 14 ] |  |

### 世帯数の変遷
国勢調査による世帯数の推移。
| 1995年（平成7年）  | 17世帯 | [ 9 ]  |  |
| 2000年（平成12年） | 16世帯 | [ 10 ] |  |
| 2005年（平成17年） | 12世帯 | [ 11 ] |  |
| 2010年（平成22年） | 7世帯  | [ 12 ] |  |
| 2015年（平成27年） | 54世帯 | [ 13 ] |  |
| 2020年（令和2年）  | 51世帯 | [ 14 ] |  |

## 学区
市立小・中学校に通う場合、学区は以下の通りとなる。
| 町       | 街区 | 小学校               | 中学校               |
| -------- | ---- | -------------------- | -------------------- |
| 東曲里町 | 全域 | 北九州市立熊西小学校 | 北九州市立熊西中学校 |

## 交通

### バス
域内のバス停と系統は以下のとおりである。
| 運行事業者 | 運行事業者               | 西鉄バス北九州 | 西鉄バス北九州 | 西鉄バス北九州 | 西鉄バス北九州 | 西鉄バス北九州 | 西鉄バス北九州 | 西鉄バス筑豊 |
| 系統       | 系統                     | 40             | 50             | 53             | 57             | 75             | エアポートバス | 急行         |
| 停留所     | 国道東曲里町             | ○              | ○              | ○              | ○              | ○              |                | ○            |
| 停留所     | ホテルクランパレス北九州 | ○              | ○              | ○              | ○              | ○              | ○              | ○            |
| 停留所     | 西曲里町                 | ○              | ○              | ○              | ○              | ○              |                |              |

### 道路
- 国道200号

## 施設

### 商業施設
- DCM 黒崎店
- エディオン 八幡黒崎店
- ハローデイ 黒崎店